# Mixòfags
Els mixòfags (Myxophaga) constitueixen el més petit dels subordres de coleòpters amb unes 200 espècies distribuïdes en 10 famílies. És un grup primitiu amb 6 famílies només conegudes en estat fòssil.
Els membres d'aquest subordre són aquàtics i s'alimenten d'algues.

## Taxonomia
Segons Bouchard et. al., el subordre dels mixòfahttps://www.ventiladores-portatil.es/sobre-nosotros.htmlgs es classifica de la següent forma:
- Superfamília Asiocoleoidea† Rohdendorf, 1961
  - Família Asiocoleidae† Rohdendorf, 1961
  - Família Tricoleidae† Ponomarenko, 1969
- Superfamília Rhombocoleoidea† Rohdendorf, 1961
  - Família Rhombocoleidae† Rohdendorf, 1961
- Superfamília Schizophoroidea† Ponomarenko, 1968
  - Família Schizophoridae† Ponomarenko, 1968
  - Família Catiniidae† Ponomarenko, 1968
  - Família Schizocoleidae† Rohdendorf, 1961
- Superfamília Lepiceroidea Hinton, 1936 (1882)
  - Família Lepiceridae Hinton, 1936 (1882)
- Superfamília Sphaeriusoidea Erichson, 1845
  - Família Torridincolidae Steffan, 1964
    - Subfamília Torridincolinae Steffan, 1964
    - Subfamília Deleveinae Endrödy-Younga, 1997

  - Família Hydroscaphidae LeConte, 1874
  - Família Sphaeriusidae Erichson, 1845